# コンデンススコア
コンデンススコア（英: condensed score）は、楽曲（主に管弦楽曲や吹奏楽曲）を簡略に表した楽譜のことである。コンデンストスコア、簡易スコアとも呼ばれる。

## 概要
フルスコアが一つの楽器（パート）が一つの段に書かれるのに対し、コンデンススコアでは声部の動きがいくつの段に集約されて書かれていて（段数は曲によってさまざま）、曲の全体をつかむことができるようになっている。
通常、移調楽器も含め、実音で表記される。ただし、吹奏楽のコンデンススコアでは、全体を長2度高く書いたものがある。これは、吹奏楽では変ロ調の楽器が多いことや、バンドマスターとして首席コルネット奏者がコルネットを演奏しながら全体の指揮をすることができるようにするためである。
シェーンベルクは、「4つの歌曲」作品22の自筆譜で4管編成のオーケストラをコンデンススコアで書いている。また「モーゼとアロン」のスコアも、旧版ではコンデンススコアの形で出版されていた。
なお、特にピアノで弾けるようにピアノ譜の形式でピアノ曲として編曲して記したものをピアノ・スコア（英: piano score）という。また、オペラやオラトリオなど、管弦楽を伴う声楽曲では、歌手や指揮者が練習などで使用できるように管弦楽の部分をピアノ・スコアのようにしたものをピアノ・ヴォーカル・スコア（英: en:Piano-vocal score）という。

## 用途
楽譜が実音で書かれていて読みやすくなるだけではなく、ピアノでも楽に弾きやすく工夫されていることも多く、今日では音楽指導者が合奏指導を行う場合などによく使われる。また簡易な行進曲の「スコア」はほとんどこの形である。しかしながらポリフォニー音楽のような入り組んだ音楽では横の旋律のつながりが不明確である。
フルスコアを読むことができる指揮者にとっては、各パートの個々の音がわかりにくいコンデンススコアの方を敢えて使用することは少ない。ただし、簡易的なポップスの場合コンデンスの方が指揮をしやすいという意見がある。
日本の吹奏楽では、33人編成の楽曲を10人で演奏することが常態化しているため、コンデンススコアが必要とされている。
オペラではボーカルスコアが使用されるが、これもコンデンススコアの一種になっていることがある。
ヤニス・クセナキスは1970年代まで自筆は常にフルスコアであったが、紙面の節約のために1980年代以降は好んでコンデンススコアを使用していた。ROAÏのピアノパートは部分的に管楽器の音と全く同じ高さであったために、コンデンススコアで書かれている。